# Попо (Фризия)
Попо (на немски: Poppo; * 674, † 734) е от 719 до 734 г. последният владетел на Великото кралство Фризия, което е известно под латинското име „Magna Frisia“.
Той последва на трона Радбод. Попо умира в битката на Боорне през 734 г. против франкския майордом Карл Мартел, което води до края на фризийското велико царство.